# Hanasaku Iroha
Hanasaku Iroha (jap. 花咲くいろは Hanasaku Iroha) – serial anime, jego skrócony tytuł brzmi Hanairo. Seria została wyprodukowana przez P.A. Works, w reżyserii Masahiro Ando. Autorem scenariusza jest Mari Okada, a postacie zostały stworzone przez Mel Kishida. Anime powstało, aby uczcić dziesiątą rocznicę powstania studia P.A. Works. Emisja serialu rozpoczęła się 3 kwietnia 2011 roku. 

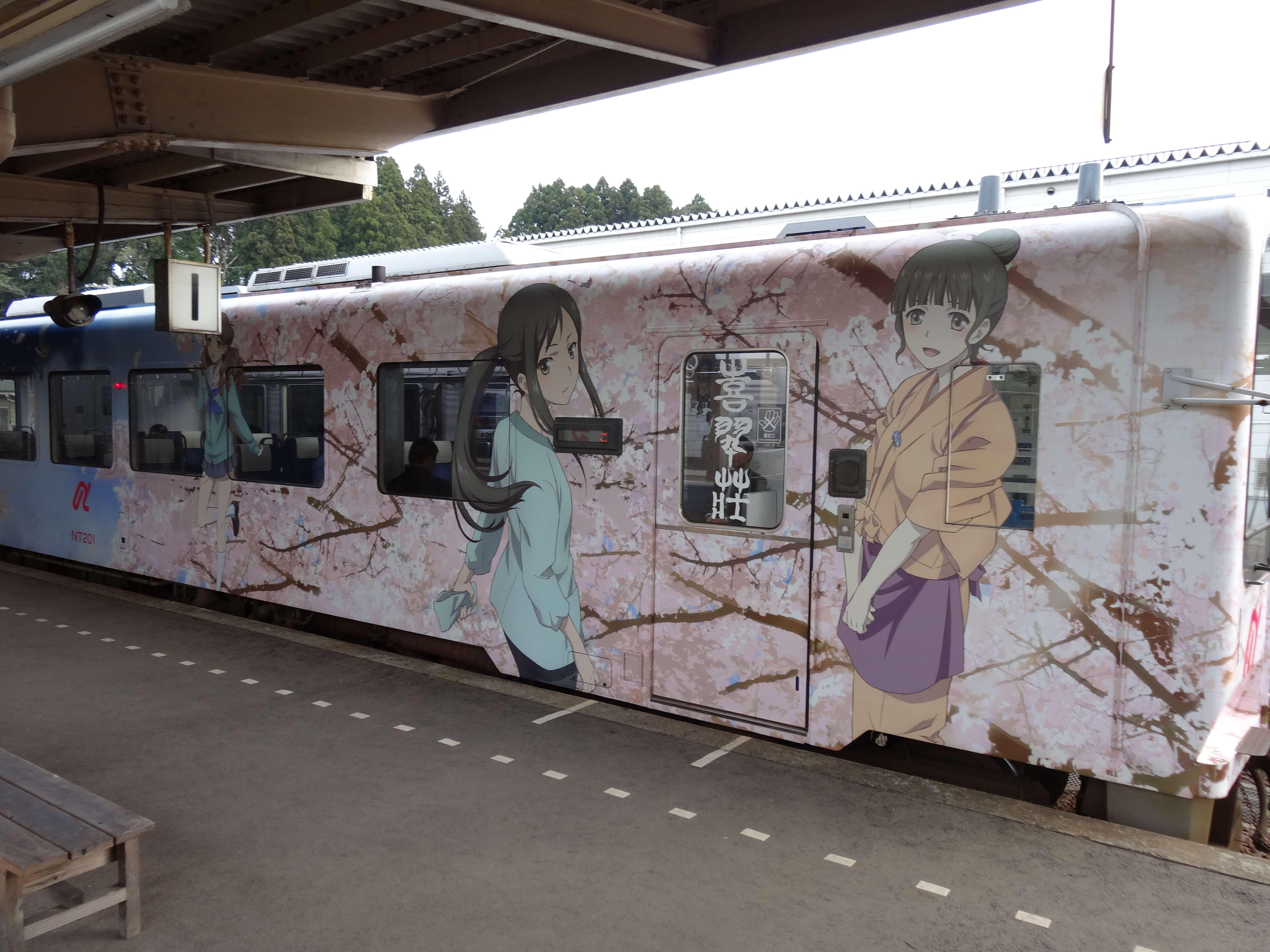
Grafika z Hanasaku Iroha na wagonie

Powstała manga była ilustrowana przez Eito Chida i wydawana przez Square Enix w czasopiśmie Gekkan Gangan Joker od grudnia 2010 roku do października 2012 roku.

## Opis fabuły
Główną bohaterką Hanasaku Iroha jest Ohana Matsumae, 16-letnia dziewczyna żyjąca w Tokio. Pewnego razu jej matka wyjeżdża ze swoim chłopakiem, a Ohanę wysyła do jej babci. Kiedy dziewczyna przyjeżdża na miejsce, dowiaduje się, że jej babcia jest właścicielką pensjonatu Kissuisō. Wraz z rozpoczęciem pracy w pensjonacie, Ohana zaczyna nowe życie na wsi.

## Anime

### Lista odcinków
| #  | Tytuł                                                                   | Premiera         |
| -- | ----------------------------------------------------------------------- | ---------------- |
| 01 | Jūroku-sai, haru, mada tsubomi (十六歳、春、まだつぼみ)                 | 3 kwietnia 2011  |
| 02 | Fukushū suru wa, makanai ni ari (復讐するは、まかないにあり)            | 10 kwietnia 2011 |
| 03 | Hobiron (ホビロン)                                                      | 17 kwietnia 2011 |
| 04 | Aosagi Rhapsody Aosagi Rapusodī (蒼鷺ラプソディー)                      | 24 kwietnia 2011 |
| 05 | Namida no itamae bojō (涙の板前慕情)                                    | 1 maja 2011      |
| 06 | Nothing Venture Nothing Win                                             | 8 maja 2011      |
| 07 | Kissui sensen ijō nashi (喜翆戦線異状なし)                              | 15 maja 2011     |
| 08 | Hashiridasu (走り出す)                                                  | 22 maja 2011     |
| 09 | Kissuisō no ichiban nagai hi (喜翆荘の一番長い日)                       | 29 maja 2011     |
| 10 | Binetsu (微熱)                                                          | 5 czerwca 2011   |
| 11 | Yoru ni hoeru (夜に吼える)                                              | 12 czerwca 2011  |
| 12 | Jaana. (じゃあな。)                                                     | 19 czerwca 2011  |
| 13 | Shijima no onna ~ Shōshin MIX ~ (四十万の女～傷心MIX～)                 | 26 czerwca 2011  |
| 14 | Kore ga watashi no ikiru michi (これが私の生きる道)                     | 3 lipca 2011     |
| 15 | Mame, nochi, hare (マメ、のち、晴れ)                                    | 10 lipca 2011    |
| 16 | Ano sora, kono sora (あの空、この空)                                    | 17 lipca 2011    |
| 17 | Pool on the Hill Pūru on Za Hiru (プール・オン・ザ・ヒル)               | 24 lipca 2011    |
| 18 | Ningyo-hime to Kaigara Bura (人魚姫と貝殻ブラ)                          | 31 lipca 2011    |
| 19 | Dorodoro omuraisu (どろどろオムライス)                                  | 7 sierpnia 2011  |
| 20 | Ai. Kourin sai (愛・香林祭)                                             | 14 sierpnia 2011 |
| 21 | Yomigaeru, shi ne (蘇る、死ね)                                          | 21 sierpnia 2011 |
| 22 | Ketsui no kataomoi (決意の片思い)                                       | 28 sierpnia 2011 |
| 23 | Yume no oto shimae (夢のおとしまえ)                                     | 4 września 2011  |
| 24 | Last Boss wa Shijima Sui Rasubosu wa Shijima Sui (ラスボスは四十万スイ) | 11 września 2011 |
| 25 | Watashi no sukina kissuisō (私の好きな喜翠荘)                           | 18 września 2011 |
| 26 | Hana saku itsuka (花咲くいつか)                                         | 25 września 2011 |

### Muzyka
| Odcinki             | Tytuł                                         | Wykonawca | Źródło   |          |
| Czołówka            | Czołówka                                      | Czołówka  | Czołówka | Czołówka |
| ------------------- | --------------------------------------------- | --------- | -------- | -------- |
| 1-13                | „Hana no iro” (jap. ハナノイロ)               | nano.RIPE | [ 6 ]    |          |
| 14-26               | „Omokage Warp” (jap. 面影ワープ Omokage wāpu) | nano.RIPE | [ 6 ]    |          |
| Ending              |                                               |           |          |          |
| 1-5, 7, 9-10, 12-13 | „Hazy”                                        | Sphere    | [ 6 ]    |          |
| 6                   | „Tsukikage to buranko” (jap. 月影とブランコ)  | nano.RIPE | [ 6 ]    |          |
| 8                   | „Yumeji” (jap. 夢路)                          | nano.RIPE | [ 6 ]    |          |
| 11                  | „Saibō kioku” (jap. 細胞キオク)               | nano.RIPE | [ 6 ]    |          |
| 14-26               | „Hanasaku iroha” (jap. はなさくいろは)        | Clammbon  | [ 6 ]    |          |

### Film kinowy
W październiku 2011 roku ogłoszono powstawanie nowej animacji powiązanej z serią anime. W czerwcowym numerze „Gangan Joker” w 2012 roku wydawnictwa Square Enix ogłoszono, że film Hanasaku Iroha: Home Sweet Home (jap. 劇場版 花咲くいろは HOME SWEET HOME) będzie miał swoją premierę w kinach w roku fiskalnym 2012.
Prapremiera filmu odbyła się 9 marca 2013, a oficjalna premiera miała miejsce 30 marca tego samego roku w Japonii.